# Yin Xu
Yin Xu (en chino:殷墟, pinyin:Yīnxū, lit: ruinas de Yin), es un sitio arqueológico situado cerca de la ciudad de Anyang en la provincia china de Henan, a unos 500 km al sur de Pekín.
Contiene los vestigios de una antigua capital de las postrimerías de la Dinastía de los shang (1300-1046 a. C.).
En junio de 2006, la Unesco declaró a Yinxu como Patrimonio de la Humanidad por su inmenso valor histórico-cultural, abarcando una superficie protegida de 414 ha y una zona de respeto de 720 ha.
Yin Xu es un testimonio de la edad de oro alcanzada por la cultura, la artesanía y las ciencias de la China antigua en un periodo de gran prosperidad de la Edad del Bronce. Durante las excavaciones se han desenterrado algunas tumbas y palacios prototípicos de la arquitectura china de épocas posteriores. El sitio comprende el palacio y el área de los templos ancestrales reales (un rectángulo de 1000 × 650 metros), en los que se han encontrado más de 80 cimientos de edificios y la tumba de Fu Hao, que es la única sepultura hallada intacta, hasta ahora, de un miembro de la familia de uno de los monarcas de la Dinastía shang. La abundancia y la magnífica factura de los objetos funerarios encontrados atestiguan el grado de sofisticación alcanzado por la industria artesanal en la época de los shang. Esos objetos constituyen ahora uno más de los tesoros arqueológicos nacionales de China.
En Yin Xu se han encontrado también muchas fosas con escápulas de bovinos y plastrones, o partes ventrales de caparazones de tortugas. Las inscripciones que figuran en los huesos oraculares, utilizados en rituales adivinatorios, aportan un inestimable testimonio sobre uno de los sistemas de escritura más antiguos del mundo, así como sobre las creencias y sistemas sociales de la Dinastía Shang.